# Wilson Carneiro
Wilson Gomes Carneiro (Rio de Janeiro, 3 de julho de 1930) é um ex-atleta brasileiro. Tornou-se o primeiro medalhista do país em Jogos Pan-americanos ao conquistar a prata nos 400 metros com barreiras do Pan de Buenos Aires 1951. No ano seguinte, participou dos Jogos Olímpicos de Helsinque, sem conquistar medalhas. Em 1955, Wilson Gomes Carneiro ganhou sua segunda medalha em Jogos Pan-americanos, um bronze nos 400m com barreiras nos Jogos da Cidade do México. Em 2007, foi o primeiro condutor da Tocha Pan-americana dos Jogos do Rio de Janeiro.